# 11e cérémonie des Central Ohio Film Critics Association Awards
La 11e cérémonie des Central Ohio Film Critics Association Awards (COFCA Awards), décernés par la Central Ohio Film Critics Association, a eu lieu le 3 janvier 2013, et a récompensé les films réalisés l'année précédente.

## Palmarès

### Top 10 des meilleurs films
1. Moonrise Kingdom
2. Argo
3. Django Unchained
4. Zero Dark Thirty
5. La Cabane dans les bois (The Cabin in the Woods)
6. Happiness Therapy (Silver Linings Playbook)
7. Lincoln
8. Looper
9. The Master
10. Les Misérables

### Meilleur réalisateur
- Wes Anderson pour Moonrise Kingdom
  - Ben Affleck pour Argo

### Meilleur acteur
- Daniel Day-Lewis pour le rôle d'Abraham Lincoln dans Lincoln
  - John Hawkes pour le rôle de Mark O'Brien dans The Sessions

### Meilleure actrice
- Jennifer Lawrence pour le rôle de Tiffany dans Happiness Therapy (Silver Linings Playbook)
  - Naomi Watts pour le rôle de Maria dans The Impossible (Lo imposible)

### Meilleur acteur dans un second rôle
- Christoph Waltz pour le rôle du Dr King Schultz dans Django Unchained
  - Leonardo DiCaprio pour le rôle de Calvin Candie dans Django Unchained

### Meilleure actrice dans un second rôle
- Anne Hathaway pour le rôle de Fantine dans Les Misérables
  - Ann Dowd pour le rôle de Sandra dans Compliance
  - Helen Hunt pour le rôle de Cheryl dans The Sessions

### Meilleure distribution
- Moonrise Kingdom
  - Lincoln

### Acteur de l'année
(pour l'ensemble de son travail en 2012)
- Matthew McConaughey – Bernie, Killer Joe, Magic Mike, Paperboy (The Paperboy)
  - Anne Hathaway – The Dark Knight Rises et Les Misérables

### Artiste le plus prometteur
- Bart Layton – The Imposter (réalisateur)
  - Quvenzhané Wallis – Les Bêtes du sud sauvage (Beasts of the Southern Wild) (actrice)

### Meilleur scénario original
- Moonrise Kingdom – Roman Coppola et Wes Anderson
  - La Cabane dans les bois (The Cabin in the Woods) – Joss Whedon et Drew Goddard

### Meilleur scénario adapté
- Lincoln – Tony Kushner
  - Argo – Chris Terrio

### Meilleure photographie
- Skyfall – Roger Deakins
  - L'Odyssée de Pi (Life Of Pi) – Claudio Miranda

### Meilleure musique de film
- Moonrise Kingdom – Alexandre Desplat
  - Cloud Atlas – Reinhold Heil, Johnny Klimek et Tom Tykwer

### Meilleur film en langue étrangère
- Le Gamin au vélo •  Belgique
  - Headhunters •  Allemagne /  Norvège

### Meilleur film d'animation
- L'Étrange Pouvoir de Norman (ParaNorman)
  - Les Mondes de Ralph (Wreck-it Ralph)

### Meilleur film documentaire
- How to Survive a Plague
  - The Imposter

### Meilleur film passé inaperçu
- Killer Joe
  - Safety Not Guaranteed